# Marie Birkl
Marie Henriette Birkl (Mariefred, 1 de febrero de 1971) es una deportista sueca que compitió en snowboard. Ganó una medalla de bronce en el Campeonato Mundial de Snowboard de 1997, en la prueba de eslalon paralelo.

## Medallero internacional
| Campeonato Mundial | Campeonato Mundial   | Campeonato Mundial | Campeonato Mundial |
| Año                | Lugar                | Medalla            | Competición        |
| ------------------ | -------------------- | ------------------ | ------------------ |
| 1997               | San Candido (Italia) | Medalla de bronce  | Eslalon paralelo   |